# Tsienyane/Rakops
Tsienyane/Rakops est une ville du Botswana.